# Ancyluris aulestes
Ancyluris aulestes is een vlindersoort uit de familie van de prachtvlinders (Riodinidae), onderfamilie Riodininae.
Ancyluris aulestes werd in 1777 beschreven door Cramer.